# 魏瑟内格
魏瑟内格是奥地利施蒂利亚州魏茨县的一个市镇。总面积26.04平方公里，总人口1137人，人口密度43.7人/平方公里（2005年）。